# هولمبرگ ۱۵ای
هولمبرگ ۱۵ای (مخفف  هولم ۱۵ای) یک کهکشان بیضی شکل ابرغول و کهکشان غالب مرکزی خوشه کهکشانی آبل ۸۵ در صورت فلکی سیتوس، در حدود ۷۰۰ میلیون سال نوری از زمین است. کشف شد ح. 1937 توسط اریک هولمبرگ. هنگامی که گزارش شد که بزرگ‌ترین هسته‌ای که تا به حال در یک کهکشان مشاهده شده‌است، شناخته شد، اما این موضوع متعاقباً رد شد.

## ابر سیاهچاله
فرض شده‌است که جزء اصلی هسته کهکشانی یک سیاهچاله بسیار پرجرم با جرم ۴۰ میلیارد خورشیدی (M☉) است، اگرچه هنوز هیچ اندازه‌گیری مستقیمی انجام نشده‌است. برآوردهای قبلی توسط Lauer و همکاران. با استفاده از روش شعاع شکست نقطه اشعه گاما، مقدار جرمی تا ۳۱۰ میلیارد M☉ را به هم متصل کرده‌اند. کورمندی و بندر در مقاله ای در سال ۲۰۰۹ ارزشی معادل ۲۶۰ میلیارد M☉ ارائه کردند. برآوردهای کمتری توسط کورمندی و هو و همکاران ارائه شده‌است. در سال ۲۰۱۳ در ۲٫۱ و ۹٫۲ میلیارد M☉. مقاله لوپز-کروز و همکاران. بیان کرد: "بنابراین، ما به طور محافظه کارانه پیشنهاد می‌کنیم که هولم ۱۵ای میزبان یک اس ام بی اچ با جرم ~1 ‎×۱۰۱۰ M☉ باشد." کورمندی و هو و همکاران این معادلات را با استفاده از رابطه M-sigma و اندازه برآمدگی بیرونی کهکشان، که تخمین‌های غیرمستقیم هستند، استخراج کردند. Rusli و همکاران با استفاده از روش شعاع شکست، مقدار ۱۷۰ میلیارد M☉ را به دست آوردند. علاوه بر این، آبل ۸۵ دارای پراکندگی سرعتی هاله ماده تاریک در حدود ۷۵۰ است کیلومتر بر ثانیه، که تنها با یک سیاهچاله با جرم بیشتر از ۱۵۰ میلیارد M☉ قابل توضیح است، اگرچه کورمندی و هو و همکاران بیان کردند که "هاله‌های ماده تاریک بدون مقیاس هستند و تکامل همزمان اس ام بی اچ-ماده تاریک مستقل از اثرات باریون‌ها». این امر آن را به یکی از عظیم‌ترین سیاه‌چاله‌هایی تبدیل می‌کند که تاکنون کشف شده‌است و به عنوان سیاهچاله‌های فوق‌پرجرم طبقه‌بندی می‌شود.